# Зундель, Ольга
Ольга Зундель (англ. Olga Zundel, иногда ошибочно Зунделл, англ. Zundell, в замужестве Нейкруг, англ. Neikrug; 1919, Харбин — 1997) — американская виолончелистка и композитор.
Родилась в семье эмигрантов из России. Ученица Виллема Виллеке. В 1928 году стала одним из лауреатов Наумбурговского конкурса молодых исполнителей, получив право на персональный концерт в нью-йоркском Таун-холле; по мнению рецензента «Нью-Йорк Таймс», концерт показал Зундель как многообещающего молодого исполнителя. Затем окончила Джульярдскую школу (также под руководством Виллеке). В 1930 году вместе с пианистом Сашей Городницким и певицей Флорой Коллинз выиграла представительный конкурс молодых музыкантов (с Артуром Боданцким, Рудольфом Ганцем, Зыгмунтом Стоёвским и другими авторитетными специалистами в жюри); по итогам конкурса выступила в Карнеги-холле в сопровождении Нью-Йоркского филармонического оркестра.
В дальнейшем играла в Питсбургском симфоническом и в Лос-Анджелесском филармоническом оркестрах, спорадически выступала и с сольными концертами. Участвовала в записи нескольких голливудских саундтреков (в частности, к фильмам «Двойная страховка», 1944, «Любовь под вязами», 1958 и «Список Эдриана Мессенджера», 1963), а также в записи Бразильской бахианы № 1 Эйтора Вила-Лобоса (для восьми виолончелей).
В 1941 году вышла замуж за виолончелиста Джорджа Нейкруга, их сын — композитор Марк Нейкруг.